# Pseudotropheus socolofi
Pseudotropheus socolofi är en fiskart som beskrevs av Johnson, 1974. Pseudotropheus socolofi ingår i släktet Pseudotropheus och familjen Cichlidae. IUCN kategoriserar arten globalt som livskraftig. Inga underarter finns listade i Catalogue of Life.